# Lockheed Martin X-33

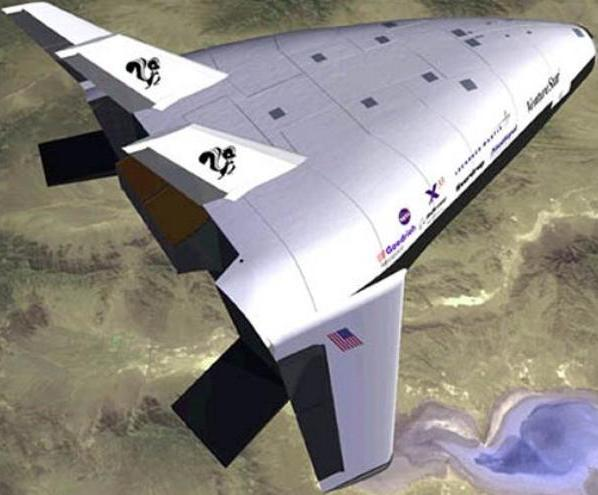
Grafika przedstawiająca X-33 w trakcie lotu

Lockheed Martin X-33 był bezzałogowym demonstratorem technologii dla planowanej nowej generacji wahadłowców kosmicznych o nazwie VentureStar, która docelowo mogłaby zastąpić program STS. Projektowaniem, konstrukcją i testami zajmowała się od 1996 r. firma Lockheed Martin na zlecenie rządu USA. X-33 miał być pomniejszoną w skali 1:2 wersją przyszłego wahadłowca, a program testowy miał sprawdzić szereg technologii, które według NASA stanowić miały fundament nowego pojazdu jednostopniowego. Testowano m.in.: metalowe systemy ochrony termicznej, kompozytowe zbiorniki paliwa, silnik Aerospike, autonomiczne sterowanie lotem, system szybkiej zmiany położenia wahadłowca.
Do końca 1999 r. X-33 miał wykonać co najmniej 15 suborbitalnych lotów testowych, nie planowano lotów na orbitę. Starty odbywałyby się w pozycji pionowej, a lądowanie – podobnie jak konwencjonalny samolot.
Niepowodzenia w trakcie testów, problemy techniczne i rosnące koszty doprowadziły do anulowania programu jako programu NASA w 2001 r., mimo to Lockheed Martin kontynuował badania aż do 2009 roku.

## Projektowanie i rozwój
Dzięki użyciu nowych technologii, NASA i Lockheed Martin miały nadzieję na udane próby zdolności do jednoetapowego wejścia na orbitę. Jako pojazd SSTO (Single Stage To Orbit) miał nie wymagać zewnętrznych zbiorników paliwa ani silników startowych, żeby osiągnąć niską orbitę Ziemi. Zrezygnowano z konieczności rozkładania na etapy kolejnych faz startu, tak jak to było wcześniej w programach STS czy Apollo, co miało pozwolić stworzyć wahadłowiec dużo bardziej niezawodny i bezpieczniejszy, a także tańszy w eksploatacji. Mimo że X-33 nie osiągnął standardów bezpieczeństwa samolotów, to pierwsze próby wykazały, że osiągalne było prawdopodobieństwo jedynie 3 awarii na 1000 startów, co było wynikiem o rząd wielkości lepszym niż w przypadku wahadłowców programu STS.

## Anulowanie programu NASA
Konstrukcja prototypu była złożona w 85%, wyprodukowane było 96% części, a kompleks startowy w bazie Edwards Air Force Base w Kalifornii ukończono w 100%, kiedy program został anulowany przez NASA w 2001 r., w następstwie długiej serii technicznych problemów, m.in. niestabilnego lotu oraz przekroczonej wagi.
Sporym problemem był kompozytowy zbiornik paliwa, który zawiódł na testach w listopadzie 1999. Zbiornik został wykonany z kompozytu o strukturze plastra miodu oraz części wewnętrznej mającej zredukować jego wagę. Lżejszy zbiornik był potrzebny, żeby zrealizować założenia programu SSTO. Napędzany wodorem pojazd SSTO wymagał, żeby jego waga bez paliwa wynosiła 10% wagi startowej z paliwem. To pozwoliłoby pojazdowi dolecieć na niską orbitę bez silników startowych oraz zbiorników zewnętrznych. Niestety, po testach kompozytowego zbiornika w trakcie jego napełniania i prób ciśnieniowych, NASA doszła do wniosku, że ówczesna technologia kompozytowa jest zwyczajnie niewystarczająco zaawansowana na tego typu projekt.
NASA do chwili anulowania projektu wydała na niego 922 miliony dolarów, a firma Lockheed Martin kolejne 357 milionów dolarów.